# Compliment de clôture
Der Begriff Compliment de Clôture bezeichnet den im 18. Jahrhundert in Frankreich und besonders an der Comédie-Française üblichen Brauch, dass ein Schauspieler nach dem Ende der letzten Vorstellung vor der zweiwöchigen Theaterpause zwischen Palmsonntag und Weißem Sonntag eine elaborierte Ansprache an das Publikum hielt. Ab 1790 wurden zu dieser Gelegenheit auch patriotische und revolutionäre Reden gehalten.